# Alpinia janowskii
Alpinia janowskii är en enhjärtbladig växtart som beskrevs av Theodoric Valeton. Alpinia janowskii ingår i släktet Alpinia och familjen Zingiberaceae. Inga underarter finns listade i Catalogue of Life.